# Дудешть (комуна)
Дудешть, Дудешті (рум. Dudești) — комуна у повіті Бреїла в Румунії. До складу комуни входять такі села (дані про населення за 2002 рік):
- Бумбекарі (44 особи)
- Дудешть (1786 осіб) — адміністративний центр комуни
- Тетару (2262 особи)

Комуна розташована на відстані 116 км на північний схід від Бухареста, 58 км на південний захід від Бреїли, 124 км на північний захід від Констанци, 75 км на південний захід від Галаца.

## Населення
За даними перепису населення 2002 року у комуні проживали 4092 особи.
Національний склад населення комуни:
| Національність | Кількість осіб | Відсоток |
| -------------- | -------------- | -------- |
| румуни         | 4028           | 98,4%    |
| цигани         | 63             | 1,5%     |
| угорці         | 1              | < 0,1%   |

Рідною мовою назвали:
| Мова      | Кількість осіб | Відсоток |
| --------- | -------------- | -------- |
| румунська | 4071           | 99,5%    |
| циганська | 20             | 0,5%     |
| угорська  | 1              | < 0,1%   |

Склад населення комуни за віросповіданням:
| Релігія     | Кількість осіб | Відсоток |
| ----------- | -------------- | -------- |
| православні | 4091           | > 99,9%  |
| реформати   | 1              | < 0,1%   |